# Kawasaki P-1

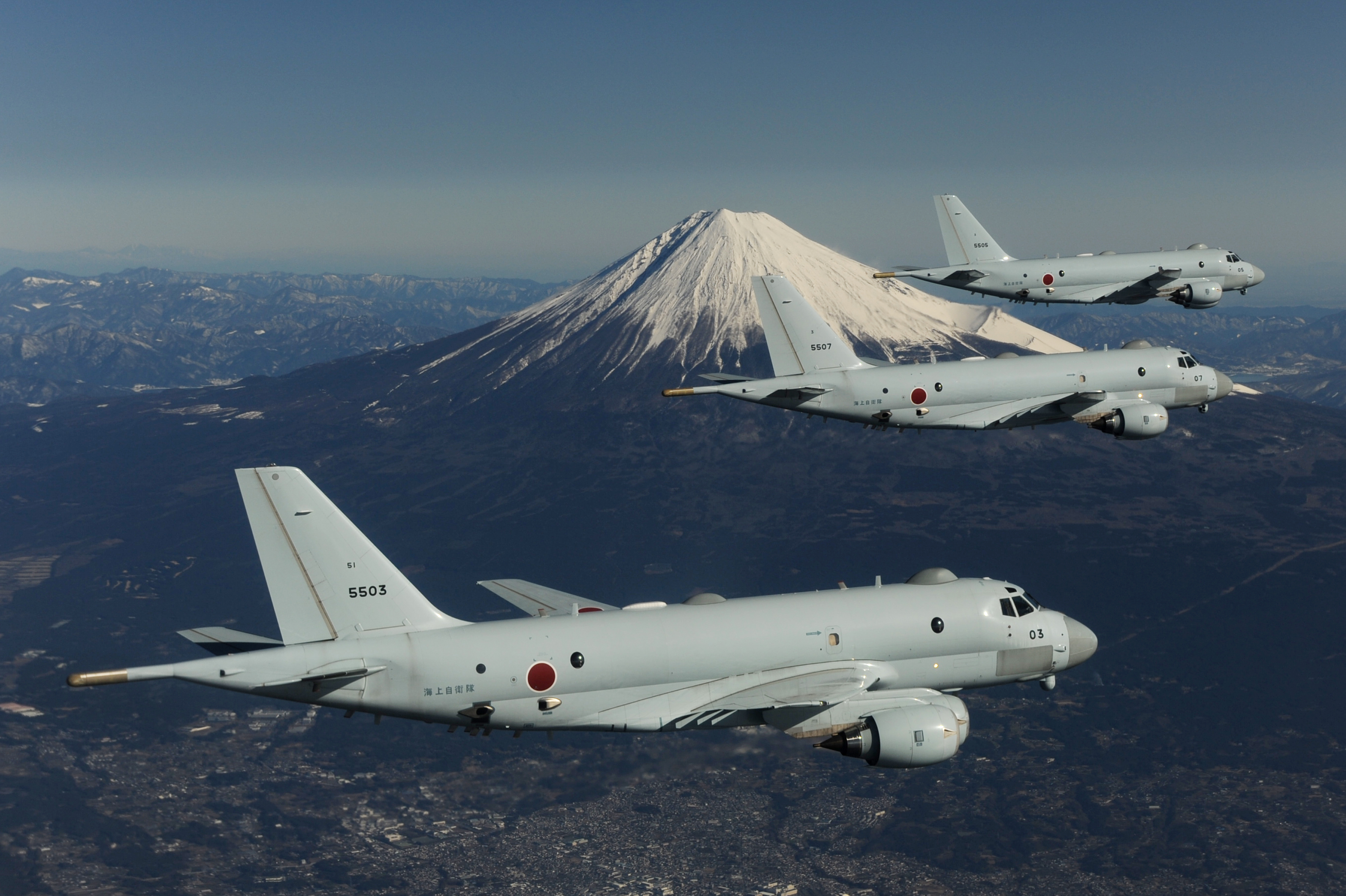
Kawasaki P-1 vor dem Berg Fuji

Die Kawasaki P-1 (Programmbezeichnung P-X, anfangs auch als XP-1 bezeichnet) ist ein Seeaufklärungs- und U-Boot-Jagdflugzeug der Japanischen Maritimen Selbstverteidigungsstreitkräfte. Es wurde von Kawasaki Heavy Industries entwickelt und soll die Lockheed P-3C ersetzen.

## Geschichte
Die Entwicklung des Flugzeuges begann im Jahre 2001. Der Erstflug der Maschine fand am 28. September 2007 auf der Gifu Air Base in Kakamigahara statt. Geplant ist der Bau von etwa 70 Flugzeugen zu einem Stückpreis von etwa 140 Millionen Dollar, um die 80 P-3C Orion zu ersetzen.

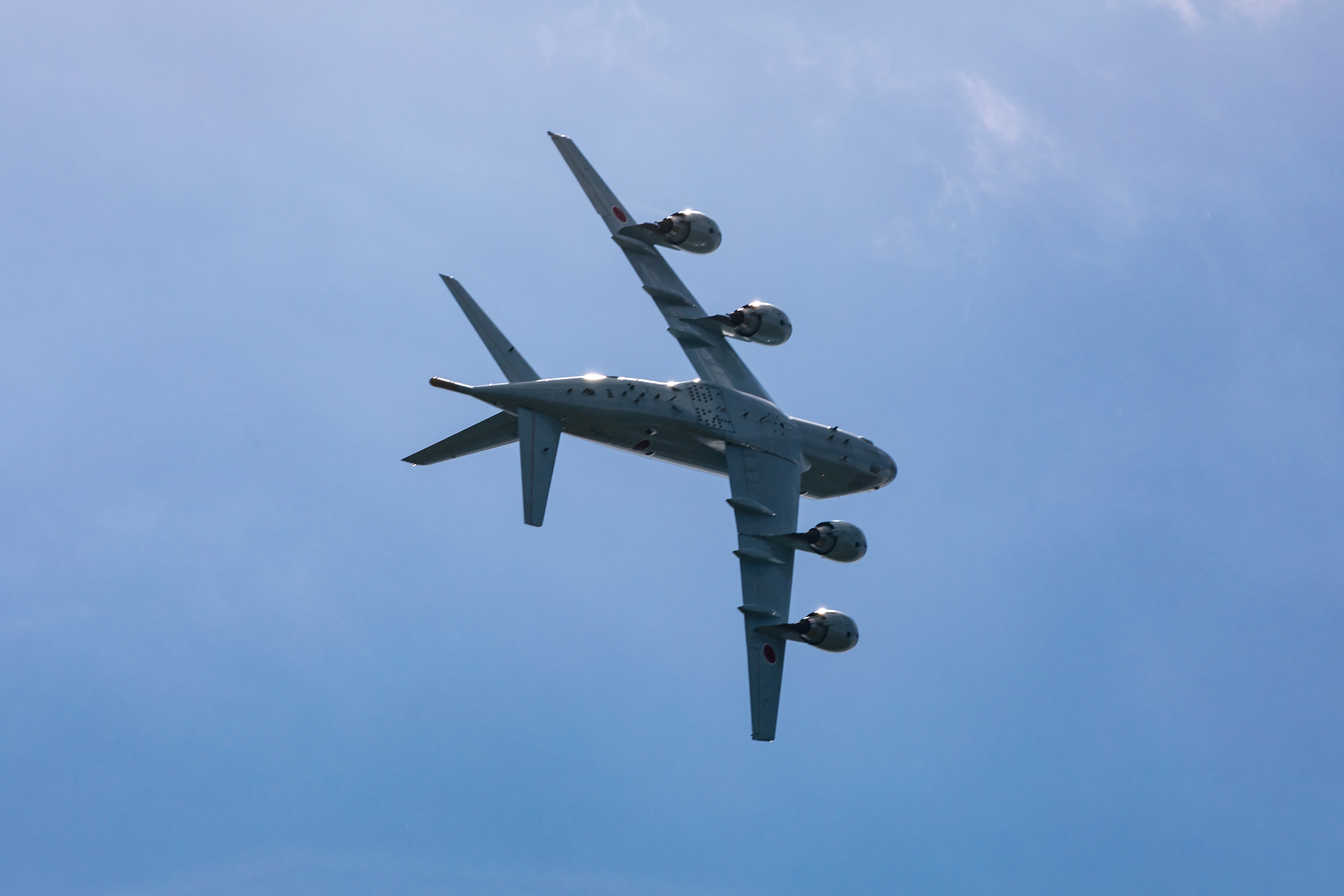
Untersicht bei extremem Rollwinkel

Die P-1 werden zurzeit (2019) von zwei Basen eingesetzt. Atsugi ist die Haupteinsatzbasis und Kanoya eine erste vorgeschobene Basis.
Eine Variante für elektronische Kriegsführung ist in Planung.
Darüber hinaus wurde 2025 bekannt, dass Italien prüft, die P-1 zu beschaffen.

## Konstruktion
Ähnlich der British Aerospace Nimrod und S-3 Viking ist die P-1 ein strahlgetriebenes Flugzeug zur U-Boot-Jagd. Es teilt sich einige Komponenten mit dem zur gleichen Zeit entwickelten und als Ersatz der Kawasaki C-1 und C-130H vorgesehenen Transportflugzeug Kawasaki C-2. Angetrieben wird der Tiefdecker von vier Turbofan-Triebwerken des Typs XF7-10, die von Ishikawajima-Harima Heavy Industries entwickelt wurden. Das hochentwickelte Flugsteuerungssystem verfügt über Künstliche Intelligenz und kann dem Piloten den besten Angriffskurs auf entdeckte U-Boote berechnen und anzeigen. Die Steuerung des Flugzeuges erfolgt über Fly-by-light, was gegenüber Fly-by-wire-Systemen die elektromagnetischen Störungen reduziert, was für die Entdeckung von U-Booten durch Magnetfeldmessungen von großer Bedeutung ist. An Sensoren verfügt das Flugzeug außer Magnetfeldsensoren über ein Radar mit aktiver elektronischer Strahlschwenkung sowie Infrarot- und Videosuchsysteme.
Trotz klarer äußerer Unterschiede teilt die P-1 zahlreiche technische Komponenten mit dem Transportflugzeug Kawasaki C-2. Dies umfasst die Grundkonstruktion der Tragflächen, die Cockpits und viele elektrische Teilsysteme.

## Technische Daten

### Allgemeine Daten
- Besatzung: 2 + Missionsbesatzung
- Länge: 38 m
- Spannweite: 35 m
- Höhe: 12 m
- Startmasse: 80 t
- Antrieb: 4 × IHI-XF7-10-Turbofans mit je 50 kN Schub

### Leistung
- Marschgeschwindigkeit: 830 km/h
- Reichweite: 8000 km
- Dienstgipfelhöhe: 13.520 m

### Avionik
- Radar: Toshiba, Active Electronically Scanned Array Radarsystem
- Sonar: NEC, Multistatic sound navigation system Sound NEC Multistatic Sound Navigationssystem
- Anti-U-Boot-Systeme: SHINKO ELECTRIC CO. LTD., Advanced combat direction system
- Andere: Mitsubishi – Elektronische Gegenmaßnahmen (CMD, RWR, MWS, ESM)

## Bewaffnung
Kampfmittel bis zu 9000 kg in internem Waffenschacht und an acht Außenlaststationen

### Luft-Boden-Lenkwaffen
- 4 × LAU-117/A-Startschiene für je 1 × Raytheon AGM-65 „Maverick“ – videogelenkt
- 4 × Boeing AGM-84A/B/C „Harpoon“ – radargelenkt
- 4 × Mitsubishi ASM-1C (Typ 91)

### Torpedos
- 8 × Mark-46-Leichtgewichtstorpedo (Durchmesser 324 mm)
- 8 × Typ-97-Leichtgewichtstorpedo (G-RX4)
- 8 × Typ-12-Leichtgewichtstorpedo (G-RX5)

### Ungelenkte Freifallbomben
- abwerfbare Seeminen
- abwerfbare Wasserbomben

### Sonarbojen aus Abwurfschächten
>30 geladene Sonarbojen
>70 von innen abwerfbare Sonarbojen